# NK Osijek
L'NK Osijek és un club croat de futbol de la ciutat d'Osijek.

## Història
El club va ser fundat el 1945 com a NK Proleter, que canvià a NK Slavonija el 1961 i l'actual nom el 1968. Des dels anys 70 el club s'ha mantingut quasi exclusivament a la màxima divisió de les seves lligues, a Iugoslàvia des del 1977 fins a la dissolució del país. (excepte el 1980/81). Fou membre fundador de la lliga croata el 1991, on s'ha mantingut sempre. L'any 1999 guanyà la copa del país. El seu jugador més famós fou Davor Šuker.

## Palmarès
- 1 Copa croata de futbol: 1999.

## Jugadors destacats
| - Nenad Bjelica - Robert Špehar - Davor Šuker - Marko Babić - Jurica Vranješ - Josip Tadić - Mario Galinović - Tomislav Mikulić - Danijel Pranjić - Goran Vlaović - Igor Cvitanović - Miroslav Bićanić - Miroslav Žitnjak - Branko Karačić | - Ljupko Petrović - Vladimir Balić - Mato Neretljak - Goran Ljubojević - Krešimir Brkić - Josip Balatinac - Dragan Vukoja - Ante Rakela - Petar Krpan - Ilica Perić - Tomislav Rukavina - Dumitru Mitu - Aleksandar Metlickiy - Alen Petrović - Igor Pamić | - Ivica Grnja - Antun Labak - Danijel Popović† - Ivan Lukačević - Mirko Lulić - Davor Bajsić - Mile Dumančić - Ratomir Dujković - Tomislav Steinbrückner - Bakir Beširević - Almir Turković - Mustafa Hukić - Jasmin Džeko - Vlado Kasalo |